# مارول انیمیشن
شرکت مارول انیمیشن (به انگلیسی: Marvel Animation, Inc.) یک شرکت آمریکایی تولید انیمیشن است که در ۲۵ ژانویه ۲۰۰۸ به عنوان زیرمجموعه‌ای از مارول استودیوز برای هدایت تلاش‌های مارول در صنعت انیمیشن و سرگرمی خانگی تأسیس شد. ریشهٔ تأسیس این شرکت به روابط مارول با نیکلودئون و لاینزگیت بر می‌گردد. از نظر ساختاری مارول انیمیشن زیر نظر مارول استودیوز، یکی از زیرمجموعه‌های استودیو والت دیزنی که بخشی از شرکت والت دیزنی، فعالیت می‌کند.

## تولیدات

### سریال‌های انیمیشنی
| سریال                                            | اولین پخش                                         | آخرین پخش                                    | شبکه                                                         | قسمت‌ها      |
| ------------------------------------------------ | ------------------------------------------------- | -------------------------------------------- | ------------------------------------------------------------ | ----------- |
| ولورین و مردان ایکس                              | ۲۴ ژانویه ۲۰۰۹                                    | ۲۹ نوامبر ۲۰۰۹                               | سی‌بی‌سی نیک تونز                                              | ۲۶          |
| مرد آهنی: ماجراهای زره پوش                       | ۲۴ آوریل ۲۰۰۹                                     | ۳ ژوئن ۲۰۱۲ (استرالیا) ۲۵ ژوئن ۲۰۱۲ (آمریکا) | نیک‌تونز                                                      | ۵۲          |
| نمایش تیم سوپر قهرمان                            | ۱۴ سپتامبر ۲۰۰۹                                   | ۱۴ اکتبر ۲۰۱۱                                | کارتون نت‌ورک                                                 | ۵۲          |
| انتقام جویان: قدرتمندترین قهرمانان زمین          | ۲۲ سپتامبر ۲۰۱۰                                   | ۲۲ نوامبر ۲۰۱۲                               | دیزنی اکس‌دی                                                  | ۵۲          |
| اسپایدرمن نهایی                                  | ۱ آرویل ۲۰۱۲                                      | ۷ ژانویه ۲۰۱۷                                | دیزنی اکس‌دی                                                  | ۱۰۴         |
| گردآوری انتقامجویان                              | ۲۶ مه ۲۰۱۳                                        | ۲۴ فوریه ۲۰۱۹                                | دیزنی اکس‌دی                                                  | ۱۲۶         |
| هالک و مأموری از اسمش                            | ۱۱ اوت ۲۰۱۳                                       | ۲۸ ژوئن ۲۰۱۵                                 | دیزنی اکس‌دی                                                  | ۵۲          |
| نگهبانان کهکشان                                  | ۲۶ سپتامبر ۲۰۱۵                                   | ۹ ژوئن ۲۰۱۹                                  | دیزنی اکس‌دی                                                  | ۷۷          |
| فیلم‌های کوتاه گروت و راکت                        | ۲۷ مارس ۲۰۱۷ (آنلاین) ۱۰ آوریل ۲۰۱۷ (دیزنی اکس‌دی) | ۱ مه ۲۰۱۷                                    | دیزنی اکس‌دی                                                  | ۱۲          |
| فیلم‌های کوتاه مرد مورچه‌ای                        | ۱۰ ژوئن ۲۰۱۷                                      | ۱۱ ژوئن ۲۰۱۷                                 | دیزنی اکس‌دی                                                  | ۶           |
| اسپایدرمن                                        | ۱۹ اوت ۲۰۱۷                                       | ۲۵ اکتبر ۲۰۲۰                                | دیزنی اکس‌دی                                                  | ۵۷          |
| فیلم‌های کوتاه ماجراهای ابرقهرمان مارول           | ۱۳ اکتبر ۲۰۱۷                                     | ۱۷ سپتامبر ۲۰۲۰                              | - شبکه دیزنی: بلوک دیزنی جونیور - دیزنی جونیور - مارول اچ‌کیو | ۴۰          |
| فیلم‌های کوتاه مارول برمی‌خیزد: شروع               | ۱۳ اوت ۲۰۱۸                                       | ۱۳ اوت ۲۰۱۸                                  | دیزنی اکس‌دی                                                  | ۶ (۴ دقیقه) |
| فیلم‌های کوتاه مارول برمی‌خیزد: داستان سرایان جوان | ۸ فوریه ۲۰۱۹                                      | ۱۸ مارس ۲۰۱۹                                 | مارول یوتیوب                                                 | ۷           |
| فیلم‌های کوتاه مارول برمی‌خیزد: کمیک‌های نهایی      | ۲۰ فوریه ۲۰۱۹                                     | ۲۷ مارس ۲۰۱۹                                 | مارول یوتیوب                                                 | ۶           |
| اسپایدی و دوستان شگفت انگیزش                     | ۶ اوت ۲۰۲۱                                        | TBA                                          | دیزنی جونیور                                                 | ۶           |
| دختر ماه و دایناسور شیطان                        | تابستان ۲۰۲۲                                      | TBA                                          | شبکه دیزنی                                                   | TBA         |
| مارول انیمه                                      |                                                   |                                              |                                                              |             |
| مرد آهنی                                         | ۱ اکتبر ۲۰۱۰ (ژاپن) ۱۹ ژوئیه ۲۰۱۱ (آمریکا)        | ۱۷ دسامبر ۲۰۱۰ (ژاپن) ۱۴ اکتبر ۲۰۱۱ (آمریکا) | انیماکس (ژاپن) جی۴ (کانال تلویزیونی) (آمریکا)                | ۱۲          |
| ولورین                                           | ۷ ژانویه ۲۰۱۱ (ژاپن) ۲۹ ژوئیه ۲۰۱۱ (آمریکا)       | ۲۵ مارس ۲۰۱۱ (ژاپن) ۱۴ اکتبر ۲۰۱۱ (آمریکا)   | انیماکس (ژاپن) جی۴ (کانال تلویزیونی) (آمریکا)                | ۱۲          |
| مردان ایکس                                       | ۱ آوریل ۲۰۱۱ (ژاپن) ۲۱ اکتبر ۲۰۱۱ (آمریکا)        | ۲۴ ژوئن ۲۰۱۱ (ژاپن) ۶ ژانویه ۲۰۱۲ (آمریکا)   | انیماکس (ژاپن) جی۴ (کانال تلویزیونی) (آمریکا)                | ۱۲          |
| تیغه                                             | ۱ ژوئیه ۲۰۱۱ (ژاپن) ۱۳ ژانویه ۲۰۱۲ (آمریکا)       | ۱۶ سپتامبر ۲۰۱۱ (ژاپن) ۲ آوریل ۲۰۱۲ (آمریکا) | انیماکس (ژاپن) جی۴ (کانال تلویزیونی) (آمریکا)                | ۱۲          |

### فیلم‌های تلویزیونی
| فیلم                          | انتشار          | شبکه                   | مدت زمان (دقیقه) | منابع         |
| ----------------------------- | --------------- | ---------------------- | ---------------- | ------------- |
| مارول برمی‌خیزد: جنگجویان مخفی | ۳۰ سپتامبر ۲۰۱۸ | شبکه دیزنی دیزنی اکس‌دی | ۸۰               | [ ۲۰ ] [ ۱۹ ] |
| مارول برمی‌خیزد: تعقیب ارواح   | ۱۶ ژانویه ۲۰۱۹  | مارول اچ‌کیو یوتیوب     | ۲۲               | [ ۲۴ ] [ ۲۵ ] |
| مارول برمی‌خیزد: قلب آهنین     | ۳۱ مارس ۲۰۱۹    | مارول اچ‌کیو یوتیوب     | ۴۴               | [ ۲۴ ]        |
| مارول برمی‌خیزد: نبرد باندها   | ۲۳ اوت ۲۰۱۹     | مارول اچ‌کیو یوتیوب     | ۲۲               |               |
| مارول برمی‌خیزد: اپرای شوری    | ۱۱ اکتبر ۲۰۱۹   | مارول اچ‌کیو یوتیوب     | ۲۲               |               |
| مارول برمی‌خیزد: بازی با آتش   | ۱۸ دسامبر ۲۰۱۹  | مارول اچ‌کیو یوتیوب     | ۴۴               |               |

### فیلم‌های ویدئویی
| سال                     | فیلم                                                     | شماره  | ناخالص (فروش آمریکا) | Units (فروش آمریکا) | منابع  |
| ----------------------- | -------------------------------------------------------- | ------ | -------------------- | ------------------- | ------ |
| نمایش‌های انیمیشنی مارول |                                                          |        |                      |                     |        |
| ۲۰۰۶                    | انقام جویان ابدی                                         | ۱      | $۹٬۷۱۴٬۸۹۱           | ۵۵۵٬۰۶۷             | [ ۲۶ ] |
| ۲۰۰۶                    | انتقام جویان ابدی ۲                                      | ۲      | $۷٬۸۶۸٬۸۲۴           | ۵۸۸٬۰۷۳             | [ ۲۷ ] |
| ۲۰۰۷                    | مرد آهنی شکست ناپذیر                                     | ۳      | $۵٬۲۵۵٬۷۴۹           | ۴۲۰٬۰۴۳             | [ ۲۸ ] |
| ۲۰۰۷                    | دکتر استرنج: جادوگر عالی                                 | ۴      | $۳٬۹۳۰٬۹۴۸           | ۲۵۸٬۵۲۸             | [ ۲۹ ] |
| ۲۰۰۸                    | انتقام جویان بعدی: قهرمانان فردا                         | ۵      | $۳٬۷۹۸٬۶۵۰           | ۳۰۸٬۶۹۰             | [ ۳۰ ] |
| ۲۰۰۹                    | هالک دربرابر                                             | ۶      | $۷٬۵۴۴٬۶۳۱           | ۵۱۲٬۷۳۶             | [ ۳۱ ] |
| ۲۰۱۰                    | سیاره هالک                                               | ۷      | $۵٬۶۴۱٬۷۸۹           | ۴۱۳٬۲۱۵             | [ ۳۲ ] |
| ۲۰۱۱                    | ثور: افسانه‌های ازگارد                                    | ۸      | $۳٬۰۹۸٬۷۹۱           | N/A                 | [ ۳۳ ] |
| مجموع:                  | مجموع:                                                   | مجموع: | $۴۲٬۹۳۵٬۳۸۴          | ۳٬۱۹۹٬۰۵۹           |        |
| دیگر فیلم‌ها             |                                                          |        |                      |                     |        |
| ۲۰۱۳                    | مرد آهنی: شورش تکنوور (مارول انیمه)                      |        |                      |                     | [ ۳۴ ] |
| ۲۰۱۳                    | مرد آهنی و هالک: قهرمانان متحد                           |        | $۲۰۶٬۶۹۵             |                     | [ ۳۵ ] |
| ۲۰۱۴                    | محرمانه انتقام جویان: بیوه سیاه و مجازاتگر (مارول انیمه) |        | $۱٬۱۹۴٬۹۸۹           |                     | [ ۳۶ ] |
| ۲۰۱۴                    | مرد آهنی و کاپیتان آمریکا: قهرمانان متحد                 |        |                      | دیجیتال             | [ ۳۷ ] |
| ۲۰۱۵                    | ماجراهای ابرقهرمان مارول: مبارزه با سرما!                |        |                      | دیجیتال             | [ ۳۸ ] |
| ۲۰۱۶                    | هالک در سرزمین هیولاها                                   |        |                      | دیجیتال             | [ ۳۹ ] |

### انیمیشن شوالیه‌های مارول
انیمیشن شوالیه‌های مارول یک مجموعه انیمیشن کمیک ترکیبی است. قسمت‌ها به صورت دیجیتالی و فیزیکی از طریق شوت فکتوری! در آی‌تیونز منتشر شده‌اند کارخانه روی دی‌وی‌دی.
اسلیت
| سریال                                  | پخش سریال                                                                                       | قسمت‌ها              |
| فصل اول                                | فصل اول                                                                                         | فصل اول             |
| -------------------------------------- | ----------------------------------------------------------------------------------------------- | ------------------- |
| اسپایدر وومن: مأموری از سوورد          | ۱۴ ژوئن ۱۱ (دی‌وی‌دی)                                                                             | ۵                   |
| مردان ایکس حیرت‌انگیز: با استعداد       | ۲۷ اکتبر ۲۰۰۹ (آی‌تیونز) ۲۸ سپتامبر ۲۰۱۰ (دی‌وی‌دی)                                                | ۶                   |
| مرد آهنی: افراطی                       | ۱۶ آوریل ۲۰۱۰ (آی‌تیونز)                                                                         | ۶                   |
| پلنگ سیاه                              | ۱۶ ژانویه ۲۰۱۰ (تلویزیون، استرالیا) ۲۳ ژوئن ۲۰۱۰ (آی‌تیونز) ۱۵ نوامبر ۲۰۱۱ (تلویزیون بت، آمریکا) | ۶ (اصلی) ۱۲ (هقتگی) |
| ثور و لوکی: برادران خونین              | ۱۴ مارس ۲۰۱۱ (آی‌تیونز)                                                                          | ۴                   |
| فصل دوم                                |                                                                                                 |                     |
| مردان ایکس حیرت‌انگیز: خطر              | ۲۰ آوریل ۲۰۱۲ (دی‌وی‌دی)                                                                          | ۶                   |
| مردان ایکس حیرت‌انگیز: تورن             | ۱۴ اوت ۲۰۱۲ (دی‌وی‌دی)                                                                            | ۶                   |
| مردان ایکس حیرت‌انگیز: توقف‌ناپذیر       | ۱۳ نوامبر ۲۰۱۲ (دی‌وی‌دی)                                                                         | ۷                   |
| اینهیومنز                              | ۲۳ آوریل ۲۰۱۳ (دی‌وی‌دی)                                                                          | ۱۲                  |
| ولورین: ریشه                           | ۹ ژوئیه ۲۰۱۳ (دی‌وی‌دی)                                                                           | ۶                   |
| هالک ابدی دربرابر ولورین               | ۱۰ سپتامبر ۲۰۱۳ (دی‌وی‌دی)                                                                        | ۶                   |
| ولورین دربرابر دندان‌خنجری              | ۱۴ ژانویه ۲۰۱۴ (دی‌وی‌دی)                                                                         | ۶                   |
| ولورین: سلاح ایکس: فردا امروز می‌میرد   | ۱۳ مه ۲۰۱۴ (دی‌وی‌دی)                                                                             | ۶                   |
| جاودانگان                              | ۱۶ سپتامبر ۲۰۱۴ (دی‌وی‌دی)                                                                        | ۱۰                  |
| ولورین دربرابر دندان‌خنجری: تولد دوباره | ۲۴ مارس ۲۰۱۵ (دی‌وی‌دی)                                                                           | ۴                   |